# Colibacillosi dei bovini
Con il termine Colibacillosi dei bovini viene indicata in generale una infezione sostenuta da Escherichia coli che colpisce principalmente soggetti giovani provocando solitamente enteropatie, mentre negli animali adulti è solito comportarsi da opportunista infettando vari organi e apparati come: mammella, utero, ecc.
Importante per il verificarsi della malattia è la situazione immunitaria del soggetto, quindi nel caso di animali giovani, ai fini di prevenire la Colibacillosi, è determinante una corretta assunzione di colostro, riferendosi ad un aspetto qualitativo (quantità e tipologia di immunoglobuline), sia ad un aspetto prettamente pratico (modalità e tempi di assunzione del colostro).

## Enterite del vitello
La Colibacillosi del bovino si identifica principalmente nell'Enterite del vitello, si tratta di un'infezione che si manifesta dai primi giorni di vita a 2 - 3 mesi di età. In allevamenti medio-piccoli assume andamento sporadico mentre in allevamento intensivo rappresenta una delle principali perdite economiche.

### Patogenesi
Come per tutte le Colibacillosi maggiore importanza nella trasmissione è la via alimentare, anche il cordone ombelicale sembra assumere un ruolo rilevante nella trasmissione del Batterio. Colonizzato l'intestino, a seconda del sierotipo, dell'età dei soggetti colpiti e della capacità di insidiarsi nei vari tratti intestinali, E. coli riesce o meno a guadagnare il circolo sanguigno. Vengono quindi distinte tre forme di colibacillosi:

### Forma Setticemica
Colpisce animali di 3 - 6 giorni di vita, ha andamento acuto e principalmente l'animale viene incontro a morte. Ruolo determinante nelle manifestazioni generalizzate della malattia lo ricopre l'endotossina, responsabile di una reazione di tipo anafilattico, dunque shock e altri sintomi di ordine generale. Nelle infezioni ad evoluzione più lenta si possono osservare poliartrite e meningite letale.

#### Sintomatologia
Inappetenza, debolezza, febbre, diarrea acquosa a volte emorragica. La morte sopraggiunge in breve tempo.

#### Aspetti anatomo-patologici
I linfonodi mediastinici risultano tumefatti, congesti, spesso emorragici. L'apparato digerente presenta lesioni localizzate di tipo congestizio con arrossamento piccole emorragie disseminate sulla mucosa dell'abomaso e dell'intestino tenue. Il tubo digerente risulta con contenuto fluido, sanguinolento ricco di coaguli di caseina. La Setticemia è causa di congestinoe generalizzata, comparsa di petecchie emorragiche a carico delle sierose e del rene, alterazioni epatiche e miocardiche.

#### Profilassi
- Assunzione di colostro anche da bovine diverse.
- Vaccinazione delle gestanti con vaccini allestiti con ceppi predominanti nell'area di allevamento.

### Forma Enterotossiemica
Colpisce animali nella prima settimana di vita ed è causa di morte per la moltiplicazione dei ceppi di Escherichia coli enterotossigeno (ETEC) nell'intestino tenue, infatti il PH gastrico ancora neutro del vitello consente a questi ceppi di concentrarsi e produrre le tossine LT e ST che alterano l'equilibrio idrosalino delle cellule della mucosa intestinale.

#### Sintomatologia
Diarrea grave che conduce l'animale rapidamente a morte per disidratazione e acidosi metabolica.

#### Diagnosi
- Isolamento di E. coli su campioni fecali.
- Ricerca dell'antigene fimbriale F5 (K99).

#### Profilassi
- Assunzione di colostro contenente immunoglobuline specifiche.
- Vaccinazione delle gestanti.

### Forma Enterica
Colpisce animali durante i primi 2 - 3 mesi di vita.
Bisogna tenere in considerazione l'eventuale concomitanza di infezione da parte di agenti virali quali Rotavirus e Coronavirus, i quali sono in grado da soli di provocare una diarrea neonatale e che possono inoltre alterare i meccanismi di protezione aspecifica.

#### Sintomatologia
La diarrea rappresenta il sintomo principale, la quale è liquida, maelodorante, raramente emorragica, di colore giallo o grigio chiaro (diarrea bianca). La morte, evento non del tutto raro, sopraggiugne per grave disidratazione e per la setticemia.

#### Aspetti anatomo-patologici
Il quadro è simile a quello della forma setticemica con lesioni limitatamente all'apparato digerente.

#### Terapia e Profilassi
La terapia migliore e la somministrazione per via parenterale o per via orale, di soluzioni elettrolitiche per far fronte alla disidratazione con concomitante assunzione di antibiotici attivi contro E. coli.
In linea generale è possibile affermare che l'osservazione delle Buone Pratiche di allevamento, quindi cura dell'igiene delle stalle, una corretta alimentazione delle gestanti, (tenendo di particolar conto il periodo di asciutta), la somministrazione di probiotici, rappresentano alcune delle misure di profilassi possibili.